# 金鐘獎社區節目獎得獎列表
廣播金鐘獎社區節目獎是由文化部影視及流行音樂產業局在臺灣舉辦的現行頒發獎項。

## 歷屆得獎暨入圍名單
|  | 獲獎者 |

### 社區節目獎（第45屆～至今）
| 年度 （屆數）   | 廣播作品                                                                          |
| --------------- | --------------------------------------------------------------------------------- |
| 2010 （第45屆） | 《美麗新世界》／正聲廣播股份有限公司臺北調頻廣播電臺                              |
| 2010 （第45屆） | 《99個社區故事》／財團法人中央廣播電臺                                            |
| 2010 （第45屆） | 《巷弄之旅》／內政部警政署警察廣播電臺臺中臺                                      |
| 2010 （第45屆） | 《南方Fashion News》／內政部警政署警察廣播電臺高雄臺                              |
| 2010 （第45屆） | 《摩登原始人》／國立教育廣播電臺                                                  |
| 2011 （第46屆） | 《山海族子民》／東民廣播電台股份有限公司                                          |
| 2011 （第46屆） | 《99個社區故事》／財團法人中央廣播電臺                                            |
| 2011 （第46屆） | 《空中藝術學苑—來宜蘭旅行》／正聲廣播股份有限公司宜蘭廣播電臺                     |
| 2011 （第46屆） | 《美麗新世界》／正聲廣播股份有限公司臺北調頻廣播電臺                              |
| 2011 （第46屆） | 《聽心靈在唱歌》／正聲廣播股份有限公司雲林廣播電臺                                |
| 2012 （第47屆） | 《天下一家親》／高雄廣播電臺                                                      |
| 2012 （第47屆） | 《有原來相會》／國立教育廣播電臺                                                  |
| 2012 （第47屆） | 《南風》／漢聲廣播電臺高雄分臺                                                    |
| 2012 （第47屆） | 《樂活花蓮—花蓮的土》／國立教育廣播電臺花蓮分臺                                   |
| 2012 （第47屆） | 《諸羅采風》／正聲廣播股份有限公司嘉義廣播電臺                                    |
| 2013 （第48屆） | 《愛上新竹》／竹科廣播股份有限公司                                                |
| 2013 （第48屆） | 《99個社區故事》／財團法人中央廣播電臺                                            |
| 2013 （第48屆） | 《自由風》／財團法人中央廣播電臺                                                  |
| 2013 （第48屆） | 《有原來相會》／國立教育廣播電臺                                                  |
| 2013 （第48屆） | 《美麗新世界》／正聲廣播股份有限公司臺北調頻廣播電臺                              |
| 2014 （第49屆） | 《有原來相會》／國立教育廣播電臺                                                  |
| 2014 （第49屆） | 《來臺北做客》／臺北廣播電臺                                                      |
| 2014 （第49屆） | 《雲林好風情》／正聲廣播股份有限公司雲林廣播電臺                                  |
| 2014 （第49屆） | 《愛上新竹》／竹科廣播股份有限公司                                                |
| 2014 （第49屆） | 《樂活臺東搶鮮報-後山鄉土記事》／國立教育廣播電臺臺東分臺                         |
| 2015 （第50屆） | 《樂活社區水噹噹》／正聲廣播股份有限公司臺中廣播電臺                              |
| 2015 （第50屆） | 《日出的所在》／正聲廣播股份有限公司雲林廣播電臺                                  |
| 2015 （第50屆） | 《生活在宜蘭》／宜蘭中山廣播股份有限公司                                          |
| 2015 （第50屆） | 《全世界來作客》／中國廣播股份有限公司臺北總臺                                    |
| 2015 （第50屆） | 《週末生活女王 低碳環保樂》／飛碟廣播股份有限公司                                 |
| 2016 （第51屆） | 《Mapolong Kita（原來在一起）》／花蓮希望之聲廣播電台股份有限公司                 |
| 2016 （第51屆） | 《北回鄉情》／正聲廣播股份有限公司嘉義廣播電臺                                    |
| 2016 （第51屆） | 《雲林好風情》／正聲廣播股份有限公司雲林廣播電臺                                  |
| 2016 （第51屆） | 《愛上新竹》／竹科廣播股份有限公司                                                |
| 2016 （第51屆） | 《樂活社區水噹噹》／正聲廣播股份有限公司臺中廣播電臺                              |
| 2017 （第52屆） | 《雲林好風情》／正聲廣播股份有限公司雲林廣播電臺                                  |
| 2017 （第52屆） | 《Mapolong Kita（原來在一起）》／花蓮希望之聲廣播電台股份有限公司                 |
| 2017 （第52屆） | 《北回鄉情》／正聲廣播股份有限公司嘉義廣播電臺                                    |
| 2017 （第52屆） | 《週末生活女王－低碳環保樂》／飛碟廣播股份有限公司                                |
| 2017 （第52屆） | 《微笑宜蘭》／宜蘭中山廣播電台                                                    |
| 2018 （第53屆） | 《幸福藏寶圖》／正聲廣播股份有限公司臺北調頻廣播電臺                              |
| 2018 （第53屆） | 《Mapolong Kita (原來在一起)》／花蓮希望之聲廣播電台股份有限公司                  |
| 2018 （第53屆） | 《大地采風》／正聲廣播股份有限公司高雄廣播電臺                                    |
| 2018 （第53屆） | 《北回鄉情》／正聲廣播股份有限公司嘉義廣播電臺                                    |
| 2018 （第53屆） | 《微笑宜蘭》／宜蘭中山廣播股份有限公司                                            |
| 2019 （第54屆） | 《熱情東海岸》／財團法人太魯閣之音廣播事業基金會                                  |
| 2019 （第54屆） | 《北回鄉情》／正聲廣播股份有限公司嘉義廣播電臺                                    |
| 2019 （第54屆） | 《幸福藏寶圖》／正聲廣播股份有限公司臺北調頻廣播電臺                              |
| 2019 （第54屆） | 《跟著客家去旅行》／環宇廣播事業股份有限公司                                      |
| 2019 （第54屆） | 《樂活社區水噹噹》／正聲廣播股份有限公司臺中廣播電臺                              |
| 2020 （第55屆） | 《諸羅采風》／正聲廣播股份有限公司嘉義廣播電臺                                    |
| 2020 （第55屆） | 《大地采風》／正聲廣播股份有限公司高雄廣播電臺                                    |
| 2020 （第55屆） | 《日出的所在》／正聲廣播股份有限公司雲林廣播電臺                                  |
| 2020 （第55屆） | 《移山倒海樊梨花-Love can move mountains 聽見臺灣的心跳聲》／台灣廣播股份有限公司 |
| 2020 （第55屆） | 《愛上新竹》／竹科廣播股份有限公司                                                |
| 2021 （第56屆） | 《愛上新竹》／竹科廣播股份有限公司                                                |
| 2021 （第56屆） | 《大地采風》／正聲廣播股份有限公司高雄廣播電臺                                    |
| 2021 （第56屆） | 《幸福藏寶圖》／正聲廣播股份有限公司                                              |
| 2021 （第56屆） | 《雲林抵家》／正聲廣播股份有限公司雲林廣播電臺                                    |
| 2021 （第56屆） | 《微笑宜蘭》／宜蘭中山廣播股份有限公司                                            |
| 2022 （第57屆） | 《原鄉花園》／竹科廣播股份有限公司                                                |
| 2022 （第57屆） | 《Mapolong Kita(原來在一起)》／花蓮希望之聲廣播電台股份有限公司                   |
| 2022 （第57屆） | 《故鄉尋寶趣》／正聲廣播股份有限公司臺中廣播電臺                                  |
| 2022 （第57屆） | 《香香來作客》／財團法人寶島客家廣播電台                                          |
| 2023 （第58屆） | 《大世界旅行社/職人旅行團》／心動廣播股份有限公司                                 |
| 2023 （第58屆） | 《原鄉花園》／竹科廣播股份有限公司                                                |
| 2023 （第58屆） | 《這些人與那些人》／正聲廣播股份有限公司高雄廣播電臺                              |
| 2023 （第58屆） | 《雲林好風情》／正聲廣播股份有限公司雲林廣播電臺                                  |
| 2023 （第58屆） | 《愛上新竹：印象寫真館》／竹科廣播股份有限公司                                    |
| 2024 （第59屆） | 《部落Tribe一下》／財團法人佳音廣播電台                                           |
| 2024 （第59屆） | 《Super午茶Show》／大千廣播電台股份有限公司                                       |
| 2024 （第59屆） | 《幸福藏寶圖》／正聲廣播股份有限公司                                              |
| 2024 （第59屆） | 《愛上新竹—印象寫真館》／竹科廣播股份有限公司                                     |
| 2024 （第59屆） | 《新生報到—我們在台灣》／竹科廣播股份有限公司                                     |
| 2025 （第60屆） |                                                                                   |
|                 |                                                                                   |
|                 |                                                                                   |
|                 |                                                                                   |
|                 |                                                                                   |

## 外部連結
- 廣播電視金鐘獎官方網站 （页面存档备份，存于）
- 歷屆廣播金鐘獎得獎入圍名單 （页面存档备份，存于），文化部影視及流行音樂產業局